# Asociación de interés público

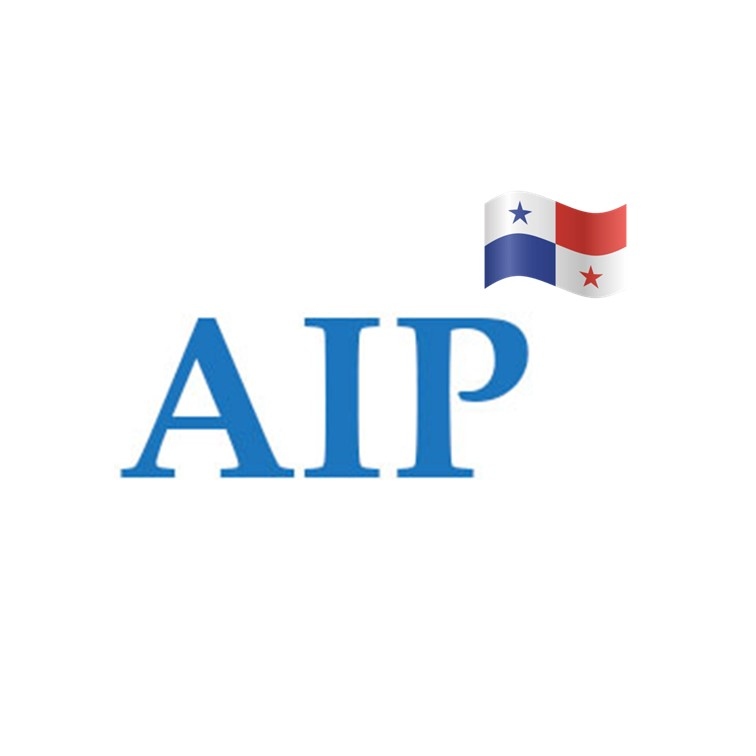
Asociación de interés público (AIP) en Panamá.

Una asociación de interés público (con sus siglas AIP) es una persona jurídica conformada por una combinación de instituciones públicas o por personas naturales y jurídicas, y que es reconocida por el Órgano Ejecutivo de la República de Panamá.

## Descripción
Una AIP es una figura jurídica que está presente en Panamá.  Esta figura está autorizada para realizar actividades, ya sea de naturaleza privada o pública, que a juicio del Órgano Ejecutivo (es decir, la Presidencia del país) aún no han sido desarrolladas, o se han desarrollado en forma insuficiente, y cuya realización es de interés y prioridad nacional. Este es el motivo por el cual los distintos sectores de la sociedad panameña se asocian para formar una AIP, la misma que no tiene ánimos de lucro.